# 飛島村立飛島学園
飛島村立飛島学園（とびしまそんりつとびしまがくえん）は、愛知県海部郡飛島村にある義務教育学校。飛島村唯一の初等学校であり、通学区域は飛島村全域である。

## 沿革
2010年（平成22年）4月 、飛島村は小中一貫校として飛島村立飛島小学校と飛島村立飛島中学校の小中一貫教育（小中一貫校）を開始し、飛島村立飛島学園が開校した。この際に石本建築事務所によって設計された校舎は、2010年（平成22年）のグッドデザイン賞（公共・文化教育関連施設）と中部建築賞入賞、2012年（平成24年）の愛知まちなみ建築賞、2014年（平成26年）の公共建築賞優秀賞を受賞している。
2020年（令和2年）4月、飛島村は小学校と中学校を統合し、義務教育学校に移行した。

### 年表
- 2003年（平成15年） - 飛島村立学校施設等検討委員会を設置。
- 2004年（平成16年） - 飛島村小中一貫教育及び教育特区研究会設置。
- 2005年（平成17年） - 飛島村大字松之郷地内への移転を決定する。
- 2006年（平成18年） - 小中一貫教育を開始。小中一貫校建設委員会を設置。
- 2007年（平成19年） - 用地買収、造成工事。
- 2008年（平成20年） - 小中一貫校建設工事（平成20年、21年2ヶ年工事）。
- 2009年（平成21年） - 小中一貫校建設工事、グラウンド整備工事が完成。
- 2010年（平成22年）4月1日 - 小中一貫校の飛島村立飛島学園が開校。本格的小中一貫校の校舎 [飛島村立小中一貫教育校　飛島学園]で、2010年度グッドデザイン賞受賞[4]。
- 2020年（令和2年）4月1日 - 飛島村立飛島学園が義務教育学校に移行。

## 教育目標
- 「一人一人が活躍し、たくましく生きる生徒を育てる」
- 児童生徒のすぐれた個性を伸ばし、「知・徳・体」の調和のとれた人間形成を図る
- 一人一人が確かな学力を身につけ、生涯にわたって自ら学び続けようとする態度を養う
- ふるさとを愛する心情を育み、社会の発展に尽くす態度を養う

### めざす子ども像
- 初等部【1年～4年】- 学ぶ楽しさを知り、学んだことを生活に生かす
- 中等部【5年～7年】- 主体的な学びを、場面や状況に応じて活用する
- 高等部【8年・9年】- 広い視野をもち、確かな未来を切り拓く

## 学校行事
| - 4月 入学式・始業式 - 5月 - 6月 - 7月 終業式 - 8月 - 9月 始業式 | - 10月 - 11月 - 12月 終業式 - 1月 始業式 - 2月 - 3月 卒業式・終業式 |

## 交通アクセス
- 近鉄名古屋線近鉄蟹江駅から三重交通バスで「飛島村役場」バス停下車後徒歩